# سیارک ۱۵۸۸۴
سیارک ۱۵۸۸۴ (به انگلیسی: 15884 Maspalomas، نامگذاری:1997DJ)۱۵۸۸۴مین سیارک کشف شده‌است که در ۲۷ فوریه ۱۹۹۷ کشف شد.